# Bulbophyllum loxophyllum
Bulbophyllum loxophyllum là một loài phong lan thuộc chi Bulbophyllum.